# 张震 (南宋进士)
张震（?—1172年），字真父，亦作真甫，号无隐居士，南宋廣漢（今屬四川）人。
绍兴二十一年（1151年）赵逵榜進士及第。绍兴二十三年（1153年）六月，官左从事郎、太学博士。绍兴二十六年（1156年）正月，任秘书省正字，兼权国子司业。绍兴二十六年八月，通判荆南府。绍兴三十年（1160年）三月，官左宣教郎、提举荆湖北路常平茶盐公事。绍兴三十二年四月，任殿中侍御史。隆兴元年（1163年）三月，任起居郎。
宋孝宗時为中書舍人，有直聲。知無不言，言无不當。隆兴元年（1163年）四月，因孝宗重用曾觌、龙大渊等人，掛冠求去，得请奉祠归蜀。乾道六年（1170年）四月，敷文阁直学士、知成都府，充本路安抚使。乾道八年（1172年）八月，卒於任上。著有《詩解》、《春秋奥論》等。